# Viktoria Aschaffenburg
Sportverein Viktoria 01 e.V. – niemiecki klub piłkarski z siedzibą w mieście Aschaffenburg, grający w Regionallidze (grupa Bayern), stanowiącej czwarty poziom rozgrywek w Niemczech.

## Historia
Klub został założony w 1901 roku. Łącznie przez 10 sezonów występował w pierwszej lidze niemieckiej, w czasach, gdy była nią Oberliga. Od czasu ustanowienia Bundesligi najwyższą klasą rozgrywkową, Viktoria nie grała w niej ani razu. Spędziła za to trzy sezony w 2. Bundeslidze (1985/1986, 1986/1987, 1988/1989).

## Reprezentanci kraju grający w klubie
- Abassin Alichil
- Zubajr Amiri
- Rudolf Bommer
- Zamir Daudi
- Rudolf Hoffmann
- Sead Kapetanović
- Ernst Lehner
- Felix Magath
- Hans Neuschäfer
- Nenad Šalov
- Alvaro Zalla

## Występy w pierwszej lidze
| Sezon     | Liga         | Miejsce |
| --------- | ------------ | ------- |
| 1946/1947 | Oberliga Süd | 15.     |
| 1947/1948 | Oberliga Süd | 17.     |
| 1951/1952 | Oberliga Süd | 11.     |
| 1952/1953 | Oberliga Süd | 12.     |
| 1953/1954 | Oberliga Süd | 16.     |
| 1955/1956 | Oberliga Süd | 5.      |
| 1956/1957 | Oberliga Süd | 8.      |
| 1957/1958 | Oberliga Süd | 11.     |
| 1958/1959 | Oberliga Süd | 14.     |
| 1959/1960 | Oberliga Süd | 15.     |